# Síndrome do mundo cruel
Síndrome do mundo cruel, também denominada síndrome do mundo mau, é um termo cunhado por George Gerbner para descrever o fenômeno por meio do qual o conteúdo relacionado à violência na grande mídia faz com que a audiência creia que o mundo é mais perigoso do que realmente é. A síndrome do mundo cruel é uma das principais conclusões da teoria do cultivo. Gerbner, um pesquisador pioneiro no tema efeitos da televisão na sociedade, argumentou que as pessoas que assistem à televisão tendiam a ver o mundo como um lugar impiedoso e intimidador. Uma correlação direta entre a quantidade de televisão que se assiste e quantidade de medo que se tem de mundo foi provada, ainda que a direção de causalidade permaneça discutível em pessoas temerosas do mundo externo, uma vez que estas tornam-se mais propensas a se recolher e a passar mais tempo em atividades internas e solitárias, tais como assistir à televisão.
As opiniões, imagens e atitudes que os espectadores tendem a formar quando veem televisão têm influência direta em como estes percebem o mundo à volta. Isto refletirá e se tornará referência nas imagens mais comuns ou recorrentes nos pensamentos e em como isto afeta suas vidas. Gerbner certa vez disse: "Você sabe, quem conta as histórias de uma cultura realmente rege o comportamento humano. Antes era o pai e a mãe, a escola, a igreja, a comunidade. Agora é um punhado de conglomerados globais que nada têm a dizer, mas um grande negócio a fazer."
Gerbner também disse que a propagação da síndrome tornou-se mais intensa com o passar do tempo. Ele descreve como as tecnologias vindas em sucessão e concorrentes umas com as outras, tais como o videocassete, o DVD, a televisão a cabo, etc., não prejudicam a teoria do cultivo, mas realmente permitem completo acesso e difusão das mensagens recorrentes, ainda que o acesso mais amplo ao mundo de informação da internet possa também contrabalançar tal questão. Os modelos behavioristas da década de 1930, os Payne Fund Studies, mostram que o feito que a mídia de massa tem em nosso comportamento é considerável. Isto recebe o nome de teoria hipodérmica: as pessoas são injetadas com determinadas mensagens e ideias construídas pela grande mídia.